# Juan Magán
Juan Manuel Magán González (Badalona, 30 de septiembre de 1978), también conocido como Juan Magán, es un cantante, DJ, remezclador, productor discográfico, compositor de canciones y letrista español, nacionalizado dominicano. Se dio a conocer como miembro del grupo de música electrolatina Magán & Rodríguez en el año 2008. 

## Carrera musical
En 1999, con el sello Uptempo , saca el tema de estilo makina "Firestorm" bajo el nombre de formación "On/Off" junto a Alfredo Piñar.
También en 1999 y bajo el sobrenombre de F. A. O. (Fabricación Asistida por Ordenador) editó 3 sencillos llamados Winter Times, While I Come Back y Jungle Brothers III. Estos sencillos también eran de estilo Makina y fueron editados por Bit Music. En dichos discos firmaba con el nombre Joan Magán.
En la década del 2000 junto a César Del Río y su primo Alfredo Piñar González sacaría canciones como Midnite Rumors o In Destiny, Dancing Loving con su hermano Víctor Magan o Mi Son con Gemma Ansodi y remezclaría temas como Welcome To The Jungle de Esmoove o Weekend de Michael Gray de estilo house y creó la discográfica Molacacho Records junto al dj Willy San Juan así como Plaza Sonora que fusiona Flamenco con Bossanova y creó junto a Marcos Rodríguez el tema de Latín House A Gozar y el grupo Guajiros del Puerto, el primer grupo de reguetón en España. Una canción de dicho grupo titulada «Bomba» apareció en El Disco de Reggaeton lanzado en 2004 en España por Vale Music, disco recopilatorio que influyó decisivamente en la implantación del reguetón en España. Otras canciones con dicha formación fueron «Veo Veo», «Loco amor» y «Hazlo así», que formó parte de la banda sonora de la película Yo soy la Juani.
Entre 2007 y 2009 formó con el propio Marcos Rodríguez el dúo Magán & Rodríguez,sacando su mayor éxito en su carrera Bora Bora y Suck My... de su álbum Suave que le valió dos Discos Platino.
En 2009 inició su carrera como solista. Alcanzó popularidad en toda España tras su papel como DJ oficial del concurso Fama, ¡a bailar! de Cuatro. En 2010, hizo una colaboración con la cantante Inna para el sencillo llamado «Un momento». En 2011, se lanza una nueva versión de «Bailando por ahí», renombrada como «Bailando por el mundo» junto a Pitbull y El Cata. También apareció en un sencillo de Don Omar, «Ella no sigue modas». Recibió una nominación al Grammy Latino como Mejor Artista Nuevo en 2012.
Su álbum de estudio The King of Dance, fue nominado al mejor álbum de fusión tropical por los Premio Grammy Latino en 2015; este trabajo empaquetaba colaboraciones con artistas como Enrique Iglesias, Paulina Rubio, J Balvin, entre otros.
En 2015, lanzó el tema titulado «He llorado» junto a Gente de Zona. En marzo de 2016, lanzó una nueva canción llamada «Baila conmigo». Ese mismo año, lanzó su nuevo álbum llamado Quiero que sepas.

## Electro latino
Magán define su música como "electro latino", expresión que da título a una canción realizada junto a su hermano Víctor Magán entre otros, y que empezó a utilizar a modo de marca como grito en sus canciones tras una conversación con Don Omar. En una entrevista en 2013, Magán manifestó: «Hice una canción que decía “bienvenidos a la casa del electro latino”. Alguien empezó a divulgarlo e hicieron una bandera de eso. Es cierto que me gustó ondear esa bandera porque la música electrónica y la latina se fusionaban y creaban un estilo que sí que podría denominarse así. No sé si soy el creador del electro latino o el rey, como algunos me etiquetan, pero sí que me ha ido bien hacer ese estilo y me siento muy cómodo porque me ha dado muchas alegrías.».
Previamente el término "electro latino" ya había sido utilizado por otros músicos tales como el alemán afincado en Chile Uwe Schmidt, (que lanzó en 2002 una composición con dicho nombre bajo su alias Señor Coconut) o el vigués Juan Rivas.

## Vida privada
Catalán de nacimiento  de padre andaluz y madre castellana. En 2015, se convirtió en ciudadano dominicano naturalizado.

## Discografía
Álbumes de estudio
- 2012: The King of Dance
- 2015: The King is Back (#LatinIBIZAte)
- 2019: 4.0

 Álbumes en colaboración 
- 2009: Magán & Rodríguez: Suave
- 2009: Juan Magán & Marcos Rodríguez: We Love Asere

 Álbumes recopilatorios 
- 2012: Juan Magán Presents: Bailando Por El Mundo
- 2013: Juan Magán Presents: Electrolatino, El Origen

 EP 
- 2003: Logical Progression
- 2008: Juan Magán & César del Río: Midnite Rumors
- 2009: Juan & Víctor Magán: A Family Affaire
- 2014: The King Is Back Vol. 1
- 2016: Quiero que sepas